# Кробил
Сматра се да је Кробил био атински песник средње комедије, иако не постоје специфични древни докази о томе. Каже се да је Кробил живео негде после 324. пре нове ере. Понекад се меша са Хегесипом.

## Сачувани наслови и фрагменти
Сачувано је једанаест фрагмената његових комедија, заједно са три наслова: Човек који је покушао да се обеси, Жена која је покушавала да напусти свог мужа или Жена која је напустила мужа и Лажно претпостављена. Стандардно издање фрагмената и сведочења налази се у Poetae Comici Graeci Vol. IV. Осмотомна Poetae Comici Graeci  објављена од 1983. до 2001. замењује застарелa ранија издања.